# Вайньодський край
Вайньо́дський край (латис. Vaiņodes novads) — адміністративно-територіальна одиниця Латвійської Республіки. Розташований у південно-західній частині країни, в історичному регіоні Курляндія. Адміністративний центр — Вайньоде. Створений 2009 року. Площа — 343,96 км². Населення — 2613 осіб (2011). До складу краю входять 2 волості.